# Kařízek
Kařízek (německy Karisek) je obec v okrese Rokycany v Plzeňském kraji. Leží asi sedmnáct kilometrů severovýchodně od Rokycan a 21 kilometrů jižně od Příbrami. Žije zde 52 obyvatel. Sousedními obcemi sídla jsou Mýto, Cekov, Cheznovice, Kařez, Újezd a Olešná.

## Historie
První písemná zmínka o obci pochází z roku 1398.

## Obyvatelstvo
| Rok            | 1869 | 1880 | 1890 | 1900 | 1910 | 1921 | 1930 | 1950 | 1961 | 1970 | 1980 | 1991 | 2001 | 2011 | 2021 |
| -------------- | ---- | ---- | ---- | ---- | ---- | ---- | ---- | ---- | ---- | ---- | ---- | ---- | ---- | ---- | ---- |
| Počet obyvatel | 210  | 216  | 188  | 186  | 188  | 218  | 210  | 208  | 99   | 98   | 73   | 51   | 42   | 46   | 56   |
| Počet domů     | 22   | 28   | 27   | 29   | 33   | 36   | 40   | 52   | 23   | 28   | 23   | 29   | 29   | 32   | 34   |

## Obecní správa
Mezi lety 1869–1950 Kařízek byl obcí v okrese Hořovice (1869–1890), poté v okrese Rokycany (1900–1930) a později znovu v okrese Hořovice. V letech 1961–1992 patřil jako část obce ke Kařezu a od 1. ledna 1993 je opět samostatnou obcí znovu v okrese Rokycany. V roce 1869 k obci patřil Kařez.

### Části obce
- Kařízek (k. ú. Kařízek)

K obci patří také samota V Dubině.

## Doprava

### Dopravní síť
Do obce vedou silnice III. třídy.

### Autobusová doprava 2024
Autobusovou dopravu v obci Kařez zajišťuje společnost Arriva Střední Čechy. Obec je součástí Integrované dopravy Plzeňského kraje (IDPK) a Pražské integrované dopravy (PID). V obci se nachází zastávka Kařízek. Obec obsluhují autobusové linky 547 a 470421. Linka 547 spojuje městys s Kařezem, Kařízkem, Komárovem, Osekem a Hořovicemi. Linka 470421 spojuje obec s Kařezem, Cekovem, Zbirohem, Týčkem a Líšnou.

### Železniční doprava 2024
Železniční trať ani stanice či zastávka na území obce nejsou. Kolem území obce prochází dvoukolejná elektrizovaná celostátní železniční trať 170 Praha–Plzeň, která je zařazená do evropského železničního systému a je součástí III. tranzitního železničního koridoru. Doprava z Prahy do Plzně byla zahájena v roce 1862. Na území sousedního města Mýto se nachází železniční stanice Kařízek, kde zastavují osobní vlaky linky P2 Integrované dopravy Plzeňského kraje (IDPK) v úseku Klatovy–Kařez a v úseku Kařez–Beroun jsou na lince S70 Pražské integrované dopravy (PID). Tyto vlaky, provozované společností České dráhy, jezdí z Berouna přes Zdice a Hořovice a pokračují dále do Rokycan, Plzně, Dobřan, Přeštic, Švihova a Klatov.

## Pamětihodnosti
- V severovýchodní části vesnice stávala zdejší tvrz doložená písemně roku 1565 už jako pustá.[7]
- Roubená usedlost čp. 2
- Přírodní památka Kařezské rybníky – soustava rybníků západně od obce

## Osobnosti
- Anna Kavinová (1897–1984), lékařka a spisovatelka